# Florentina Iușco
Florentina Costina Iușco, nata Marincu (Deva, 8 aprile 1996), è una lunghista, triplista e bobbista rumena.
Durante un controllo antidoping nell’aprile del 2023 le è stato trovato un diuretico (furosemide) nelle urine.  A seguito di ciò ha ricevuto una squalifica di 2 anni.

## Palmarès

### Atletica leggera
| Anno | Manifestazione   | Sede       | Evento         | Risultato      | Prestazione | Note                                 |
| ---- | ---------------- | ---------- | -------------- | -------------- | ----------- | ------------------------------------ |
| 2013 | Europei indoor   | Göteborg   | Salto in lungo | 17ª (q)        | 5,98 m      |                                      |
| 2013 | Mondiali allievi | Donec'k    | Salto in lungo | Oro            | 6,42 m      |                                      |
| 2013 | Mondiali allievi | Donec'k    | Salto triplo   | Oro            | 13,75 m     |                                      |
| 2013 | Europei juniores | Rieti      | Salto in lungo | 17ª (q)        | 6,03 m      |                                      |
| 2013 | Europei juniores | Rieti      | Salto triplo   | 4ª             | 13,23 m     |                                      |
| 2015 | Europei indoor   | Praga      | Salto in lungo | Bronzo         | 6,79 m      | Miglior prestazione europea under 20 |
| 2015 | Europei juniores | Eskilstuna | Salto in lungo | Oro            | 6,78 m      |                                      |
| 2015 | Europei juniores | Eskilstuna | Salto triplo   | Bronzo         | 13,08 m     |                                      |
| 2015 | Mondiali         | Pechino    | Salto triplo   | nm (q)         | nm (q)      |                                      |
| 2018 | Europei          | Berlino    | Salto in lungo | 25ª (q)        | 6,17 m      |                                      |
| 2019 | Europei indoor   | Glasgow    | Salto in lungo | 8ª             | 6,49 m      |                                      |
| 2019 | Universiadi      | Napoli     | Salto in lungo | Bronzo         | 6,55 m      |                                      |
| 2019 | Mondiali         | Doha       | Salto in lungo | 29ª (q)        | 6,22 m      |                                      |
| 2021 | Europei indoor   | Toruń      | Salto triplo   | 12ª (q)        | 13,65 m     |                                      |
| 2021 | Giochi olimpici  | Tokyo      | Salto in lungo | 20ª (q)        | 6,36 m      |                                      |
| 2022 | Mondiali indoor  | Belgrado   | Salto in lungo | 14ª            | 6,24 m      |                                      |
| 2022 | Europei          | Monaco     | Salto in lungo | Qualificazione | nm          |                                      |
| 2023 | Europei indoor   | Istanbul   | Salto in lungo | 14ª (q)        | 6,37 m      |                                      |
| 2024 | Europei          | Roma       | Salto triplo   | 9ª             | 13,76 m     |                                      |

### Bob

#### Mondiali juniores
- 1 medaglia:
  - 1 oro (bob a due Sankt Moritz 2018).

#### Coppa Europa
- 3 podi (tutti nel bob a due):
  - 1 secondo posto;
  - 2 terzi posti.